# Пішасау

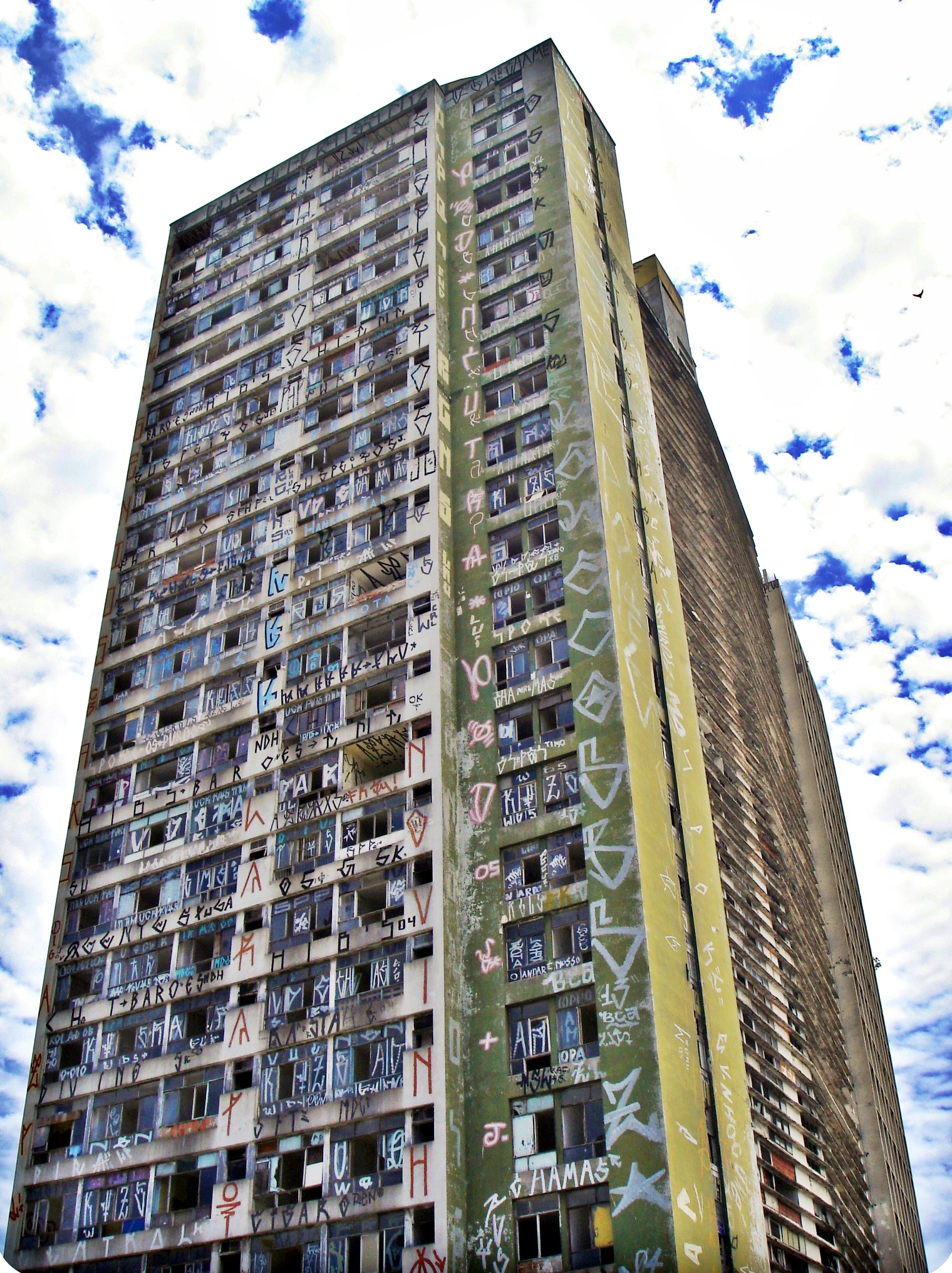
Pichação на стінах багатоповерхівки

Пішасау (порт. Pichação, pixação) [piʃaˈsɐ̃w̃, пішаса́ў] — форма графіті, що походить із південно-східних районів Сан-Паулу та Ріо-де-Жанейро в Бразилії. Це теґи, зроблені у своєрідному загадковому стилі, переважно на стінах та будівлях. Багато художників pichação виконують свої написи у високих важко доступних місцях, не використовуючи при цьому якогось спорядження, через що деякі з них гинуть.
Pichação виникли у 1940-х — 1950-х як політичні написи, виконані смолою (порт. piche — смола), часто як відповіді на політичні слогани. В 1970-х pichação майже зникли, але повернулися у 1980-х уже без політичного значення: їх почали малювати підлітки, таким чином виписуючи свої імена та назви своїх угруповань. Шрифти pichação було запозичено із оформлення Heavy Metal альбомів 1980-х. Деякі автори розглядають pichação як форму протесту.